# 이산화
이산화(離散化, discretization)는 응용수학에서, 연속적인 함수, 모델, 변수, 방정식을 이산적인 구성요소로 변환하는 프로세스(process)이다. 이 프로세스는 일반적으로 디지털 컴퓨터에서 수치적 평가 및 구현에 적합하도록 하는 첫 단계로 수행된다. 이분법은 이산 클래스(discrete class)가 2인 특수한 이산화의 한 유형으로, 연속적인 변수를 이진 변수로 근사할 수 있다.
또한 이산화는 이산수학과 관련되어 있으며, 이는 granular computing의 중요한 구성요소이다.
연속적인 데이터를 이산화할 때, 항상 이산화 오차(:en)가 발생한다. 이 오차를 모델링에서 무시할 만 한 수준으로 감소시키는 것이 하나의 목표이다.

## 같이 보기
- 이산 공간
- 유한차분법
- 평활화